# Engadget
Engadget is een Amerikaans technologieblog dat dagelijks nieuwsartikelen plaatst over hebbedingen en consumentenelektronica. Engadget heeft een tiental blogs waarop men in het Engels en andere talen schrijft.

## Geschiedenis

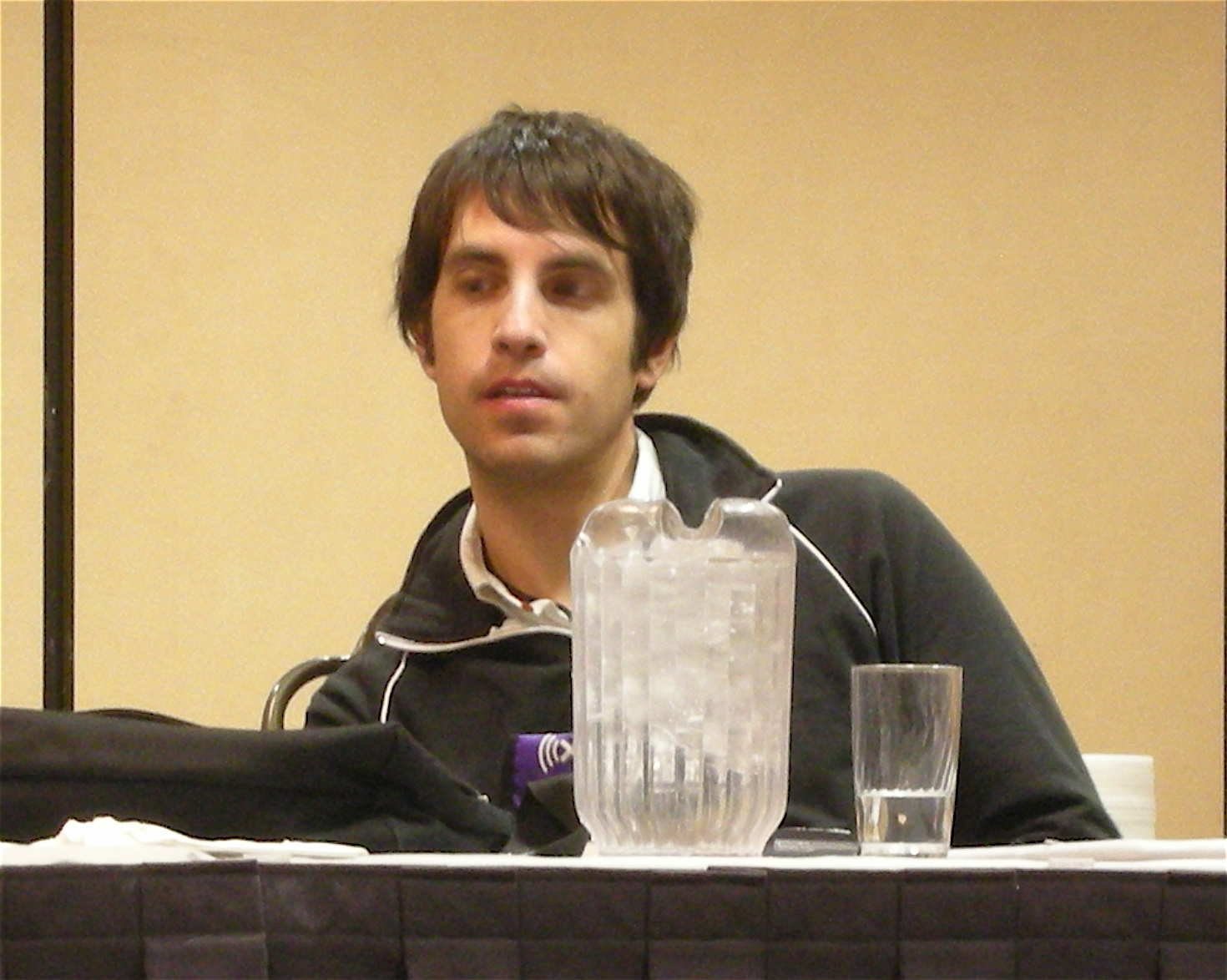
Oprichter Peter Rojas

Engadget werd in maart 2004 opgericht door Peter Rojas, een oud-medewerker van Gizmodo, en was onderdeel van Weblogs, Inc. Nadat Weblogs in 2005 werd overgenomen door AOL, werd ook Engadget onderdeel van AOL.
Men startte eind 2004 een podcast die werd gepresenteerd door Phillip Torrone en Len Pryor. Onderwerpen zijn gerelateerd aan technologie en vaak gekoppeld aan recent nieuws of gebeurtenissen.
Eind 2015 kreeg Engadget een nieuw uiterlijk, evenals een nieuwe groep redacteurs. In 2017 werd het weblog eigendom van Verizon Media.

## Onderdelen
Andere onderdelen van Engadget zijn:
- Distro, een online tijdschrift voor tablets die wekelijks werd gepubliceerd.
- Expand, een live-evenement dat vanaf 2012 werd gehouden.
- The Engadget Show, een show met interviews, discussies en korte videofragmenten

## Prijzen
Engadget werd genomineerd voor meerdere prijzen in 2004 en 2005. Engadget won de Best Tech Blog bij de Weblog Awards in zowel 2004 als 2005. De Engadget Show won de People's Voice Webby Award 2011 in consumentenelektronica.
Het werd in 2010 door Time uitgeroepen tot een van de beste blogs.